# 朝日放送・テレビ朝日金曜9時枠の連続ドラマ
朝日放送・テレビ朝日金曜9時枠の連続ドラマは、朝日放送・テレビ朝日の共同制作により、テレビ朝日系列で2期にわたって毎週金曜日の21:00 - 21:54に放送されていたテレビドラマ枠である（便宜上「第2期」と呼ぶ。枠自体は「金9」と呼ばれたことがある）。
ここでは主に『ザ・ハングマン』シリーズや『赤かぶ検事奮戦記』シリーズが人気を博した1977年10月から1987年9月までの10年間放送された、朝日放送の単独制作により、テレビ朝日系列で毎週金曜日の21:00 - 21:54に放送されていたテレビドラマ枠についても述べる（便宜上「第1期」と呼ぶ）。

## 概要

### 20世紀
- もともとはこの時間帯は毎日放送が連続ドラマを制作していたが、1975年4月の腸捻転解消の時にNET（現・テレビ朝日）が枠を受け継ぎ2年間ドラマ枠が続いた。朝日放送制作になったのは1977年4月からで、最初の半年間は火曜20時から移動した「藤山寛美3600秒（第2シリーズ）」。同年10月開始の「おくどはん」から再びドラマ枠となった。1978年4月開始の「東京メグレ警視シリーズ」は朝日放送・NET以下ANN系列8局の共同制作の扱いとなっている。
- 朝日放送のドラマの看板プロデューサーであった山内久司（2015年没）の陣頭指揮の下、いくつかの人気シリーズを生み出したが、在阪キー局の制作枠という事もあり視聴率は総じて「西高東低」の傾向が強かった。ちなみに関東地区では視聴率20%を記録した事がなく、全話二桁視聴率を叩き出したドラマは『特命刑事ザ・コップ』のみである。
- かつて朝日放送の系列キー局だったTBSが1985年10月にこの時間帯のドラマ枠を復活させ、「男女7人夏物語」を大ヒットさせた1986年7月以降は完全に主導権を握られる。「女ふたり捜査官」「ハングマン6→GOGO」と続いた番組の視聴率は総じて低迷し、1987年9月をもって本枠でのドラマ放送はいったん終了となった。
- 後番組の「素敵にドキュメント」は5年間続いたが、1992年に発覚したやらせ問題で同年9月に打ち切り。年内を単発番組（「金曜ファミリープレゼント」）で繋ぎ、1993年の1月から1クールのみ海外ドラマ「インディ・ジョーンズ/若き日の大冒険」を放送していた[注 1]。

### 21世紀（時代劇(『必殺仕事人2009』を除く)）
- 1993年4月に「驚きももの木20世紀」が始まって以降この枠では朝日放送制作のドキュメンタリー・バラエティ番組を約18年放送していたが、2006年4月から朝日放送がテレビ朝日との共同制作という形でドラマ枠を再開する。番組配信・スポンサードセールスはこれまで通り朝日放送が担当し、番組ホームページも朝日放送の局の公式ホームページ内に設けられた。エンドロールにおけるテロップクレジットも朝日放送が上位である。
- テレビ朝日からはプロデューサー、ディレクター（参加しない作品もある）を派遣[注 2]。また、音楽協力にエー・ビー・シーメディアコムとテレビ朝日ミュージックの両者が参加している作品もある。「ハイビジョン制作」[注 3] と「字幕（ひよこマークなし）」のテロップは朝日放送送出の物を使用している。2007年10月までは「文字放送 字幕」の表記であった。
- 制作は「必殺仕事人2009」（松竹）、「検事・鬼島平八郎」（吉本興業）などの例外を除くとメディアミックス・ジャパン・東宝・ホリプロがほぼ年1回のペースで担当しており、さらにレガッタ以降3作品と『赤川次郎ミステリー 4姉妹探偵団』、『コールセンターの恋人』、『アンタッチャブル〜事件記者・鳴海遼子〜』、『警視庁失踪人捜査課』は自社制作の形をとっている。これと同様の例としては、1989年4月から2010年3月まで日曜10時台に放送されていた報道・政治討論番組『サンデープロジェクト』があるが、こちらは当ドラマ枠とは逆に番組配信とスポンサードセールスをテレビ朝日が担当しており、『サンデープロジェクト』のテロップクレジットもテレビ朝日が上位になっていた[注 4]。
- 同じ金曜日に放送される金曜ナイトドラマより1 - 2週遅く放送開始される場合が多く、（7月期は全英オープンゴルフなどの兼ね合いから金曜ナイトドラマの方が2 - 3週遅れて放送開始される）10月期は年末特番（主に毎年恒例の『ミュージックステーションスーパーライブ』の放映等）、1月期は春の特別編成などがあり話数が10話に満たない作品が多かった。
- 視聴率は作品によって乱高下が激しい状況にある。平均視聴率が一番低いのは『レガッタ』の5.49%で、初回視聴率が一番低いのは『崖っぷちのエリー〜この世でいちばん大事な「カネ」の話〜』の8.1%であり、この時間帯に記録した最低視聴率は『赤川次郎ミステリー 4姉妹探偵団』の3.5%である。また平均視聴率も2桁を記録したのは19作品中で半分以下の8作品と少なく、平均視聴率が15%を超えた作品はひとつもない。全話2桁完走したドラマはないが、関西地区では『家族』が最高18.0%、『女帝』が最高20.5%をマークしているため、視聴率は相変わらず「西高東低」の傾向である。
- 放送時間は21:00 - 21:54。初回のみ21:00 - 22:09と拡大し、以降の番組は繰り下げとなる。（ただし『生徒諸君!』、『女帝』、『赤川次郎ミステリー 4姉妹探偵団』、『ギラギラ』、『コールセンターの恋人』、『宿命 1969-2010 -ワンス・アポン・ア・タイム・イン・東京-』以降5作品は初回放送時間を拡大していない。）また、最終回で時間拡大が行われたことはなかった。
- 2009年1月からは、テレビ朝日系列の時代劇としては1年3か月ぶりのレギュラー放送となる『必殺仕事人2009』（東山紀之・松岡昌宏・大倉忠義・田中聖らが出演）がスタート。この枠では唯一の時代劇作品である。当初は1クールであったが、同枠としては珍しく関東地区でも視聴率2桁を維持したことから、6月までの2クールに延長されることが決まった。皮肉にも折り返し地点の3月20日放送分で関東地区では10%を切り、一方の関西地区も15%を切った。4月以降の視聴率も伸び悩んでいたが、平均11%台と、平均の方は辛うじて2桁を保って終わった。
- 主演には連続ドラマに主演したことのない俳優を起用することが多かった[注 5]。また、別作品ながら同枠に出演する常連俳優も多い[注 6]。
- 2010年4月の改編後、テレビ朝日の20時枠番組と21時枠番組のクロスプログラムは、直前番組[注 7] の出演者またはナレーターが「『○○』の後は」と言ってから行う様になったが、当枠は直前番組『ミュージックステーション』の出演者（タモリほか）またはナレーターが行う事は無く、代わりに予告時間が5秒から15秒に拡大された。また、この番組の後の『報道ステーション』へのクロスプログラムも当該期間の作品の出演者が「（作品名）の後は報道ステーション」と振ることがない。
- 2011年3月の『悪党〜重犯罪捜査班』終了を以ってこの枠は終了。現在はDVDが販売されている他、「金9」の廃枠後も引き続き「必殺シリーズ」のドラマスペシャルとして継続して放送されている。また、2011年4月以降、テレビ朝日の21時台のドラマ番組枠は「刑事ドラマ」（水曜日）・「木曜ドラマ」のみとなった。後枠の「Oh!どや顔サミット」からは、テレビ朝日との共同制作で参加していたテレビ朝日はこの「金9」の廃枠と共に共同制作から外れ、朝日放送単独制作のバラエティ枠に戻ったが、この時間帯に放送していた「世界の村で発見!こんなところに日本人」は2016年4月の改編で火曜21時枠のテレビ朝日制作「ロンドンハーツ」と枠を交換することが決まった。2019年10月からは現在の『ミュージックステーション』が放送されている。
- 「金9」の廃枠後、朝日放送制作のドラマは「土曜ワイド劇場」の朝日放送制作分を除き年に1 - 2回程度特別番組が放送されており[注 8]、実際のところ、2011年には朝日放送設立60周年記念ドラマとして『境遇』（朝日放送単独制作 2011年12月3日放送）とスペシャル版『警視庁失踪人捜査課』（朝日放送・テレビ朝日共同制作、2011年12月24日放送。送出はレギュラー放送とは違いテレビ朝日）が、2012年には、『必殺仕事人2012』（朝日放送・テレビ朝日共同制作 2012年2月19日放送）が、2013年には、『必殺仕事人2013』（朝日放送・テレビ朝日共同制作　2013年2月17日放送）が、2014年には、『必殺仕事人2014』（朝日放送・テレビ朝日共同制作 2014年7月27日放送）が、2015年には『必殺仕事人2015』（朝日放送・テレビ朝日共同制作 2015年11月29日放送）がそれぞれ放送された。
- そして本枠終了後の2023年4月30日より日曜22時台において、テレビ朝日制作のバラエティ枠から移行する形でドラマ枠が新設[1]。ゴールデン・プライムタイムにおける朝日放送テレビ制作の連続ドラマ枠が12年ぶりに復活することになる。

## 作品一覧

### 1977年
- おくどはん（10月7日 - 1978年4月7日）制作：テレパック
  - 原作・脚本：花登筺、出演：浅茅陽子、宝生あやこ、中条きよし、加賀まりこほか

### 1978年
- 東京メグレ警視シリーズ（ANNフルネット局（当時は8局―朝日放送、テレビ朝日、北海道テレビ放送、東日本放送、名古屋テレビ放送、瀬戸内海放送、広島ホームテレビ、九州朝日放送）共同制作。4月14日 - 9月29日）制作：テレパック
  - 出演：愛川欽也、佐藤友美、金子信雄、市原悦子、中村敦夫ほか
- チェックメイト78（10月6日 - 1979年3月9日）制作：テレパック
  - 出演：松方弘樹、財津一郎、萩尾みどりほか

### 1979年
- 続・おくどはん（3月23日 - 9月28日）制作：テレパック
  - 原作・脚本：花登筺、出演：浅茅陽子、宝生あやこ、中条きよし、加賀まりこほか
- 見知らぬ恋人（10月5日 - 1980年3月7日）制作：テレパック
  - 出演：小川真由美、愛川欽也、小坂一也、佐藤友美、津川雅彦ほか

### 1980年
- なさけ坂旅館（3月21日 - 9月19日）制作：松竹芸能
  - 出演：林隆三、山田五十鈴、市原悦子、石野真子ほか
- 赤かぶ検事奮戦記 第1シリーズ（10月3日 - 10月31日）制作：松竹
  - 原作：和久峻三 出演：フランキー堺、春川ますみ、森田健作、沖雅也ほか
- ザ・ハングマン 燃える事件簿（11月14日 - 1981年11月6日）制作：松竹芸能
  - 出演：林隆三、黒沢年雄、名高達男、植木等ほか

### 1981年
- 赤かぶ検事奮戦記 第2シリーズ（11月27日 - 1982年2月26日）制作：松竹
  - 原作：和久峻三、出演：フランキー堺、春川ますみ、森田健作、片平なぎさ、勝野洋ほか

### 1982年
- 女捜査官（3月5日 - 5月28日）制作:テレパック
  - 出演：樋口可南子、西郷輝彦、樹木希林、高松英郎、火野正平ほか
- ザ・ハングマンII（6月4日 - 12月24日）制作：松竹芸能
  - 出演：黒沢年男、名高達郎、夏樹陽子、植木等ほか

### 1983年
- 赤かぶ検事奮戦記 第3シリーズ（1月7日 - 4月8日）制作：松竹
  - 出演：フランキー堺、春川ますみ、森田健作、荻島真一ほか
- 新・女捜査官（4月15日 - 7月22日）制作:テレパック
  - 出演：名取裕子、西郷輝彦、樹木希林、火野正平、三島ゆり子ほか
- 新ハングマン（7月29日 - 1984年2月10日）制作：松竹芸能
  - 出演：名高達郎、山城新伍、早乙女愛ほか

### 1984年
- 京都マル秘指令 ザ新選組（2月17日 - 5月18日）制作：松竹
  - 出演：古谷一行、京本政樹、横山ノックほか
- 人妻捜査官（5月25日 - 9月14日）制作:テレパック
  - 出演：丘みつ子、樹木希林、並木史朗、火野正平ほか
- ザ・ハングマン4（9月21日 - 1985年4月5日）制作：松竹芸能
  - 出演：名高達郎、佐藤浩市、植木等、フランキー堺ほか

### 1985年
- 特命刑事ザ・コップ（4月12日 - 7月26日）制作：テレキャスト
  - 出演：藤竜也、MIE、宅麻伸、中村玉緒、高松英郎ほか
- 迷宮課刑事おみやさん（8月2日 - 11月8日）制作：STAFFアズバーズ
  - 原作：石ノ森章太郎 出演：緒形拳、古手川祐子、小林稔侍ほか
- 赤かぶ検事奮戦記 第4シリーズ（11月15日 - 1986年1月31日）制作：松竹
  - 出演：フランキー堺、春川ますみ、星野知子ほか

### 1986年
- ザ・ハングマンV（2月7日 - 8月22日）制作：松竹芸能
  - 出演：山本陽子、佐藤浩市、火野正平ほか
- 女ふたり捜査官（8月29日 - 1987年2月13日）制作:テレパック
  - 出演：丘みつ子、樹木希林、柳沢慎吾ほか

### 1987年
- ザ・ハングマン6（2月20日 - 6月5日）制作：松竹芸能
  - 出演：名高達郎、鮎川いずみ、川野太郎、梅宮辰夫ほか
- ハングマンGOGO（6月12日 - 9月25日）制作：松竹芸能
  - 出演：渡辺徹、鮎川いずみ、川野太郎、梅宮辰夫ほか

### 1993年
- インディ・ジョーンズ/若き日の大冒険（1月8日 - 3月26日）
  - 海外作品。つなぎ番組。

### 2006年
ここからテレビ朝日との共同制作、当初ドラマをハイビジョン化
- 富豪刑事デラックス（4月21日 - 6月23日）制作：東宝
  - 原作：筒井康隆、主演：深田恭子
- レガッタ〜君といた永遠〜（7月14日 - 9月8日）制作協力：5年D組
  - 原作:原秀則、主演:速水もこみち
- 家族〜妻の不在・夫の存在〜（10月20日 - 12月8日）制作協力：5年D組
  - 脚本：清水有生、主演：竹野内豊、渡哲也

### 2007年
- 松本清張・最終章 わるいやつら（1月19日 - 3月9日）制作協力：THE WORKS
  - 原作:松本清張、主演：米倉涼子
- 生徒諸君!（4月20日 - 6月22日） 制作：ホリプロ
  - 原作:庄司陽子、主演：内山理名
- 女帝（7月13日 - 9月14日）制作：MMJ
  - 原作:倉科遼、主演：加藤ローサ
- オトコの子育て（10月26日 - 12月13日）制作：MMJ
  - 脚本:尾崎将也、主演：高橋克典

### 2008年
- 赤川次郎ミステリー 4姉妹探偵団（1月18日 - 3月14日）制作協力：5年D組
  - 原作:赤川次郎、主演：夏帆
- パズル（4月18日 - 6月20日）制作：東宝
  - 主演：石原さとみ
- ロト6で3億2千万円当てた男（7月4日 - 9月5日）制作：MMJ
  - 原作：久慈六郎、脚本:尾崎将也、主演：反町隆史
- ギラギラ（10月17日 - 12月5日）制作：ホリプロ
  - 原作：滝直毅・土田世紀、主演：佐々木蔵之介
- ギラギラ特別編集版!（11月8日）制作：ホリプロ

### 2009年
- 必殺仕事人2009（1月9日 - 6月26日）制作：松竹（松竹京都映画）
  - 主演：東山紀之
- コールセンターの恋人（7月3日 - 9月11日）制作協力：泉放送制作
  - 脚本：中園ミホ、主演：小泉孝太郎
- アンタッチャブル〜事件記者・鳴海遼子〜（10月16日 - 12月18日）制作協力：5年D組
  - 主演：仲間由紀恵

### 2010年
- 宿命 1969-2010 -ワンス・アポン・ア・タイム・イン・東京-（1月15日 - 3月12日）制作協力：泉放送制作、制作：東宝
  - 原作：楡周平、主演：北村一輝
- 警視庁失踪人捜査課（4月16日 - 6月11日）制作協力：アズバーズ
  - 原作：堂場瞬一、主演：沢村一樹
- 崖っぷちのエリー〜この世でいちばん大事な「カネ」の話（7月9日 - 9月3日）制作：ホリプロ
  - 原作：西原理恵子、主演：山田優
- 検事・鬼島平八郎[注 9]（10月22日 - 12月3日）制作協力：THE WORKS、制作：吉本興業
  - 原作：鍋島雅治作・池辺かつみ画、主演：浜田雅功

### 2011年
- 悪党〜重犯罪捜査班（1月21日 - 3月25日）制作：MMJ
  - 脚本：深沢正樹、主演：高橋克典

## 参考項目・朝日放送制作金曜10時枠の連続ドラマ
- 金曜のみ23時開始だった「ニュースステーション」の繰り上げをいつからにするかでテレビ朝日と朝日放送の間で議論が勃発し、結局「必殺シリーズ」が終わった22時枠に現代劇が収まった。この枠は半年で終了し、以降朝日放送制作の連続ドラマ枠は約3年休止となる。そして廃枠後は「Nステ」が22:00開始に繰り上がったため、テレビ朝日22時台のドラマは2023年4月30日設置の日曜22時ドラマ枠まで35年中断する。
- この2作が放送された時期は、TBSで「Nステ」に対抗した報道番組「JNNニュース22プライムタイム」が開始した事により、金曜22時枠の「金曜ドラマ」が中断[注 10]していたため、この枠が在京キー局唯一の金曜22時ドラマ枠だった。そして本枠が廃枠になると、「プライムタイム」やその後継「JNNニュースデスク'88→'89」が1989年9月に終了するまで、「在京民放」の金曜22時枠には1本も「1時間ドラマ」が存在しなくなる[注 11]。

### 1987年
- 六本木ダンディーおみやさん（10月9日 - 12月25日）制作：STAFFアズバーズ
  - 原作：石森章太郎、出演:緒形拳、小林稔侍、研ナオコ、友里千賀子、斉藤慶子ほか

### 1988年
- ダウンタウン探偵組（1月15日 - 3月18日） 制作：テレパック
  - 出演：風間杜夫、市毛良枝、工藤夕貴、高品格、池波志乃、村田雄浩、山内としおほか

## 歴代ネット局
放送局名は放送当時のもの、系列は現在の系列。特記がない場合は第1期・第2期の両方をネットした局。但し第1期に関しては途中で打ち切られた局や、しばらくの間放送する他系列ネットの局がある。
| 放送対象地域          | 放送局                            | 系列                          | 備考 |
| --------------------- | --------------------------------- | ----------------------------- | --- |
| 近畿広域圏            | 朝日放送                          | テレビ朝日系列                | 制作局 現・朝日放送テレビ                                                                                   |
| 関東広域圏            | テレビ朝日                        | テレビ朝日系列                | 第2期制作局                                                                                                 |
| 北海道                | 北海道テレビ                      | テレビ朝日系列                | |
| 青森県                | 青森放送                          | 日本テレビ系列                | 第1期のみ                                                                                                   |
| 青森県                | 青森朝日放送                      | テレビ朝日系列                | 第2期のみ                                                                                                   |
| 岩手県                | 岩手放送                          | TBS系列                       | 第1期のみ 現・IBC岩手放送                                                                                   |
| 岩手県                | テレビ岩手                        | 日本テレビ系列                | 第1期のみ                                                                                                   |
| 岩手県                | 岩手朝日テレビ                    | テレビ朝日系列                | 第2期のみ                                                                                                   |
| 宮城県                | 東日本放送                        | テレビ朝日系列                | |
| 秋田県                | 秋田放送                          | 日本テレビ系列                | 第1期のみ                                                                                                   |
| 秋田県                | 秋田テレビ                        | フジテレビ系列                | 第1期のみ                                                                                                   |
| 秋田県                | 秋田朝日放送                      | テレビ朝日系列                | 第2期のみ                                                                                                   |
| 山形県                | 山形テレビ                        | テレビ朝日系列                | |
| 福島県                | 福島テレビ                        | フジテレビ系列                | 第1期のみ1981年9月まで放送                                                                                  |
| 福島県                | 福島放送                          | テレビ朝日系列                | 1981年10月開局から                                                                                          |
| 新潟県                | 新潟放送                          | TBS系列                       | 第1期のみ1981年3月まで放送                                                                                  |
| 新潟県                | 新潟総合テレビ                    | フジテレビ系列                | 第1期のみ1981年4月から1983年9月まで放送 現・NST新潟総合テレビ                                               |
| 新潟県                | 新潟テレビ21                      | テレビ朝日系列                | 1983年10月開局から                                                                                          |
| 長野県                | 長野放送                          | フジテレビ系列                | 第1期のみ1980年9月まで放送                                                                                  |
| 長野県                | テレビ信州                        | 日本テレビ系列                | 第1期のみ1980年10月開局から放送                                                                             |
| 長野県                | 長野朝日放送                      | テレビ朝日系列                | 第2期のみ                                                                                                   |
| 山梨県                | テレビ山梨                        | TBS系列                       | |
| 静岡県                | テレビ静岡                        | フジテレビ系列                | 第1期のみ1979年3月まで放送                                                                                  |
| 静岡県                | 静岡けんみんテレビ→静岡朝日テレビ | テレビ朝日系列                | 1979年4月から 1993年10月に放送局名変更                                                                      |
| 富山県                | 北日本放送                        | 日本テレビ系列                | 第1期のみ                                                                                                   |
| 富山県                | 富山テレビ                        | フジテレビ系列                | 第2期のみ                                                                                                   |
| 石川県                | 石川テレビ                        | フジテレビ系列                | 第1期のみ                                                                                                   |
| 石川県                | 北陸朝日放送                      | テレビ朝日系列                | 第2期のみ                                                                                                   |
| 福井県                | 福井放送                          | 日本テレビ系列 テレビ朝日系列 | 第1期のみ                                                                                                   |
| 中京広域圏            | 名古屋テレビ （メ～テレ）         | テレビ朝日系列                | メ～テレの愛称は2003年4月から                                                                               |
| 島根県 鳥取県         | 日本海テレビ                      | 日本テレビ系列                | 第1期のみ                                                                                                   |
| 島根県 鳥取県         | 山陰中央テレビ                    | フジテレビ系列                | 第1期のみ                                                                                                   |
| 島根県 鳥取県         | 山陰放送                          | TBS系列                       | 第2期のみ （「ロト6で3億2千万円当てた男」を除く）                                                           |
| 岡山県                | 岡山放送                          | フジテレビ系列                | 第1期のみ1979年3月まで放送 1979年3月までの放送エリアは岡山県のみ 電波相互乗り入れにより瀬戸内海放送へ一本化 |
| 香川県 →香川県 岡山県 | 瀬戸内海放送                      | テレビ朝日系列                | 1979年3月までのまでの放送エリアは香川県のみ 1979年4月から両県の相互乗り入れのため岡山県にもエリア拡大       |
| 広島県                | 広島ホームテレビ                  | テレビ朝日系列                | |
| 山口県                | テレビ山口                        | TBS系列                       | 第1期のみ1978年3月まで放送                                                                                  |
| 山口県                | 山口放送                          | 日本テレビ系列                | 第1期のみ1978年4月から放送                                                                                  |
| 山口県                | 山口朝日放送                      | テレビ朝日系列                | 第2期のみ                                                                                                   |
| 徳島県                | 四国放送                          | 日本テレビ系列                | 第1期のみ                                                                                                   |
| 愛媛県                | 南海放送                          | 日本テレビ系列                | 第1期のみ                                                                                                   |
| 愛媛県                | 愛媛朝日テレビ                    | テレビ朝日系列                | 第2期のみ                                                                                                   |
| 高知県                | テレビ高知                        | TBS系列                       | 第1期のみ                                                                                                   |
| 高知県                | 高知放送                          | 日本テレビ系列                | 第2期のみ                                                                                                   |
| 福岡県                | 九州朝日放送                      | テレビ朝日系列                | |
| 長崎県                | 長崎放送                          | TBS系列                       | 第1期のみ                                                                                                   |
| 長崎県                | 長崎文化放送                      | テレビ朝日系列                | 第2期のみ                                                                                                   |
| 熊本県                | 熊本放送                          | TBS系列                       | 第1期のみ1978年3月まで放送                                                                                  |
| 熊本県                | テレビ熊本                        | フジテレビ系列                | 第1期のみ1978年4月から放送                                                                                  |
| 熊本県                | 熊本朝日放送                      | テレビ朝日系列                | 第2期のみ                                                                                                   |
| 大分県                | 大分放送                          | TBS系列                       | 第1期のみ                                                                                                   |
| 大分県                | 大分朝日放送                      | テレビ朝日系列                | 第2期のみ                                                                                                   |
| 宮崎県                | 宮崎放送                          | TBS系列                       | |
| 鹿児島県              | 南日本放送                        | TBS系列                       | 第1期のみ1978年3月まで放送                                                                                  |
| 鹿児島県              | 鹿児島テレビ                      | フジテレビ系列                | 第1期のみ1978年4月から1982年9月まで放送                                                                     |
| 鹿児島県              | 鹿児島放送                        | テレビ朝日系列                | 1982年10月開局から                                                                                          |
| 沖縄県                | 琉球放送                          | TBS系列                       | 第1期のみ                                                                                                   |
| 沖縄県                | 琉球朝日放送                      | テレビ朝日系列                | 第2期のみ                                                                                                   |

### 朝日放送→朝日放送テレビ制作ドラマ
- 火曜ドラマリーグ（1990年代前半に編成されていた朝日放送制作ドラマ枠）
- 近鉄金曜劇場（1961年から1967年まで、朝日放送・TBS・中部日本放送（現：CBCテレビ）・RKB毎日放送・北海道放送が持ち回りで制作したドラマ枠）
- 朝日放送テレビ制作日曜10時枠の連続ドラマ（2023年4月から）

### その他のテレビ朝日・朝日放送→朝日放送テレビ共同制作番組
- サンデープロジェクト（番組制作・ネット配信はテレ朝サイドが担当）
- 志村&所の戦うお正月→おしょうバズTV（毎年元日昼。ネット配信はテレ朝サイドが担当）
- 爆笑問題&日本国民のセンセイ教えて下さい!（2003年9月から、春・秋改編期の年2回・ネット配信はテレ朝サイドが担当）
- 熱闘甲子園（毎年8月。番組制作・ネット配信は朝日放送サイドが担当）
- 必殺仕事人2007（2007年7月7日放送、番組制作・ネット配信は2局共同、スポンサーセールスは朝日放送サイドが担当）

※この2番組ともスポンサーセールスはテレ朝・朝日放送共同となっている。
- スシ王子!（金曜ナイトドラマ枠 2007年7 - 9月 番組制作はテレビ朝日（とオフィスクレッシェンド）で朝日放送は制作協力。放送当時、放送時間が局毎にバラつき、朝日放送では時差放送）